# DICOM

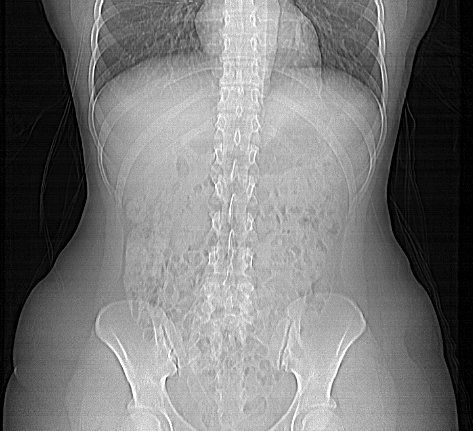
DICOM-beeld, klik voor bijhorende tekst

DICOM (Digital Imaging and Communications in Medicine) is een standaard die beschrijft hoe medische beeldinformatie dient te worden opgeslagen, uitgewisseld en geprint. De standaard definieert een bestandsformaat en een netwerkprotocol voor communicatie, een applicatieprotocol bovenop TCP/IP. Het copyright op de standaard is in handen van het Amerikaanse National Electrical Manufacturers Association (NEMA). De standaard werd ontwikkeld door de DICOM Standards Committee, waarvan de leden deels ook lid zijn van NEMA.
In de gezondheidszorg, met name binnen de radiologieafdeling van een ziekenhuis, wordt op grote schaal gebruikgemaakt van medische beeldvormende systemen (bijvoorbeeld röntgen, CT, MRI en echografie). De beelden worden aangemaakt door beeldvormende modaliteiten en uiteindelijk in beeldarchieven (PACS systemen) opgeslagen. De gegevensuitwisseling tussen deze systemen vindt plaats door middel van het uitwisselen van elektronische berichten. De structuur van die berichten wordt gedefinieerd door standaarden zoals DICOM. Naast DICOM wordt in de gezondheidszorg eveneens gebruikgemaakt van onder andere de HL7- en EDIFACT-EDI-standaarden.